# Лейк-Стікні (Вашингтон)
Лейк-Стікні (англ. Lake Stickney) — переписна місцевість (CDP) в США, в окрузі Сногоміш штату Вашингтон. Населення — 15 413 особи (2020).

## Географія
Лейк-Стікні розташований за координатами 47°52′17″ пн. ш. 122°15′26″ зх. д. / 47.87139° пн. ш. 122.25722° зх. д. (47.871429, -122.257204).  За даними Бюро перепису населення США в 2010 році переписна місцевість мала площу 4,06 км², з яких 3,96 км² — суходіл та 0,10 км² — водойми.

## Демографія
Згідно з переписом 2010 року, у переписній місцевості мешкало 7777 осіб у 2830 домогосподарствах у складі 1852 родин. Густота населення становила 1917 осіб/км².  Було 3047 помешкань (751/км²).
Расовий склад населення:
| - 59,0 % — білих - 23,5 % — азіатів - 5,4 % — чорних або афроамериканців - 1,1 % — корінних американців - 1,0 % — вихідців з тихоокеанських островів - 4,8 % — осіб інших рас |

До двох чи більше рас належало 5,3 %. Частка іспаномовних становила 13,3 % від усіх жителів.
За віковим діапазоном населення розподілялося таким чином: 25,2 % — особи молодші 18 років, 66,8 % — особи у віці 18—64 років, 8,0 % — особи у віці 65 років та старші. Медіана віку мешканця становила 33,0 року. На 100 осіб жіночої статі у переписній місцевості припадало 102,1 чоловіків;  на 100 жінок у віці від 18 років та старших — 101,0 чоловіків також старших 18 років.
Середній дохід на одне домашнє господарство  становив 79 151 долар США (медіана — 67 664), а середній дохід на одну сім'ю — 94 096 доларів (медіана — 94 466). За межею бідності перебувало 15,8 % осіб, у тому числі 25,6 % дітей у віці до 18 років та 12,0 % осіб у віці 65 років та старших.
Цивільне працевлаштоване населення становило 4461 осіб. Основні галузі зайнятості: виробництво — 18,3 %, роздрібна торгівля — 16,8 %, освіта, охорона здоров'я та соціальна допомога — 13,9 %, науковці, спеціалісти, менеджери — 11,3 %.